# Соленодон от Еспаньола
Соленодонът от Еспаньола (Solenodon paradoxus) е вид бозайник от семейство Solenodontidae. Видът е застрашен от изчезване.

## Разпространение и местообитание
Разпространен е в Доминиканската република и Хаити.